# 高島重孝
高島 重孝（たかしま しげたか、1907年6月29日 - 1985年1月23日）は、日本の医学者、皮膚科医。ハンセン病治療に貢献した。国立療養所栗生楽泉園、東北新生園、傷痍軍人武蔵療養所、同愛媛療養所、傷痍軍人駿河療養所（所長；国立駿河療養所）、国立療養所長島愛生園（園長）に勤務した。長島愛生園と本土を結ぶ、長島架橋に努力した。

## 略歴
1907年6月29日 東京府東京市麻布区（現・東京都港区麻布）に生まれる。1931年3月 慶應義塾大学医学部卒業。1931年4-8月 同予防医学教室助手。1933年2月 国立らい療養所栗生楽泉園嘱託。4月同医官。1938年9月 国立らい療養所東北新生園勤務。1940年8月　慶應義塾大学　医学博士　論文の題は　「癩の罹患素質と家庭内伝染について」。 1942年8月 軍事保護院医官。傷痍軍人武蔵療養所。1943年3月 傷痍軍人愛媛療養所所長心得。1944年4月 傷痍軍人東京療養所所長心得。1944年12月 傷痍軍人駿河療養所所長。1945年12月 駿河療養所の厚生省移管に伴い国立駿河療養所長（武官から文官への配置換）。1957年8月 国立療養所長島愛生園園長。1961年5-8月 インド、タイ出張。1963年8-9月 ブラジル、メキシコ、ペルー、アメリカ出張（第8回国際らい学会出席）。1966年9月 保健文化賞。1968年9-10月 ヨーロッパ視察。1970年11月　教科書  『らい医学の手引き』 を出版。1978年4月 長島愛生園名誉園長。1978年11月 勲一等瑞宝章受章。1985年1月23日 自宅で死去。

## 戦争とハンセン病
高島重孝は昭和22年（1947年）のらい学会で特別講演を 『戦争と癩』 と題して行い、論文は翌年に発表された。彼は軍事保護院医官であった利点を生かして情報を集め、今次戦争における動員数は、陸海共7,093,223名で、入所した軍人癩患者数は732名である。その動員数に対する千分比は0.13である、と公式発表数を引用した。入所しなかった者、他の病名で除隊になったもの、調査もれも考えられ、毎年平均100名発生と推定するのが妥当であるとしたが、これは平時より多い数である。高島はまた、将校が兵より極端に少ない（わずか3名）ことを力説した。また高島は軍人癩の出生地を詳しく検討し、在宅患者数の多い所に軍人癩の発生が多いと述べ、感染したのは幼児期であることを示唆した。

## 「らい医学の手引き」など業績
- 1970年に教科書を出版した。日本における重要な教科書であった。なおJoplingのHandbook of Leprosy 第1版は1971年に発行されている。
- NEW ORIENTATION IN THE CONTROL OF LEPROSY IN JAPAN: CURABILITY OF THE DISEASE. TAKASHIMA S.Int J Lepr. 1965 Jan-Mar;33:1-17.

## ハンセン病に関して
1964年の瀬戸内集談会における高島の発言は：癩は最も伝染力の弱い慢性伝染病である。また全治しうる病気である。有菌であるものは全治していないが、その菌陽性％は意外に少ない。一度発病したら終生癩患者であると云う考え方は出来ない。療養所の管理は結核のそれに準拠すべきである。癩は結核に比して感染発病率は非常に少ない。と、光田の意見とは異なっている。

## 長島架橋問題
長島愛生園自治会の本、 『暁の潮風 』  によると、高島重孝が光田健輔の後任への着任の条件として長島架橋を提案したとある。厚生省が橋を架けるという未曾有の計画は幾多の困難があったが、1988年5月に開通式を迎えた。ハンセン病への誤解偏見を解消させるためにも、スティグマを少なくするためにも、長島架橋の意義は大きかった。

## 文献
- 『暁の潮風』 （長島愛生園入園者自治会編、1998年）
- 『帰家穏座 高島重孝先生を偲ぶ』 （興和企画、東京、1988年）